# Frankenheim/Rhön
Frankenheim/Rhön è un comune di 1 049 abitanti della Turingia, in Germania.
Appartiene al circondario (Landkreis) di Smalcalda-Meiningen (targa SM) ed è parte della comunità amministrativa (Verwaltungsgemeinschaft) di Hohe Rhön.